# Famille Detrich
La famille Detrich est une famille noble hongroise fondée par Hauk Polku  au XIIe siècle.

## Histoire
Cette famille, parfois nommé Dettrich, est originaire du comitat de Liptó dans le nord de la Slovaquie d'aujourd'hui. Le plus ancien ancêtre de cette famille est Hauk Polku qui est mentionné dans des textes entre 1230 et 1239. Ce dernier était un contemporain d’André II de Hongrie. Sa succession engendra la séparation de ses terres et la création de quatre tribus :
- Detrich (ou encore originaire de Detrichfalva)
- Luby
- Andréanszky
- Horánszky

Mais une cinquième branche semble exister, celle des Dluholuczky. Toutes, du moins, partagent le même nom de noblesse : Benedekfalva.
Lors du recensement de 1754-55,  deux Imre, Antal, deux Ádám, deux Mihály, Ferencz, György, Ezekiel, József, Mátyás, János prouvèrent leur noblesse dans le comitat de Liptó ; János la prouva dans le comitat de Nyitra (dans l’ouest de la Slovaquie) ; Menyhért et Sándór firent de même dans le comitat de Szepes (dans le nord-est de la Slovaquie).
Une autre partie de cette famille confirma aussi sa noblesse dans le comitat de Nógrád (à cheval entre le sud de la Slovaquie et le nord de la Hongrie).
Certains membres furent occupèrent des fonctions importantes dans le Royaume : 
- Detrik de Detrikfalva qui fut vice-gouverneur du comitat de Liptó

## Blason
Parce qu'elles sont originaires de la même famille, les familles Kiszely et Detrich partagent le même blason ainsi qu'un même nom de noblesse : Benedekfalva.